# Nekraїna
Nekraїna — легендарна українська дарк-фолк формація, створена в 1996 році одеситом Георгієм Чарським. Гурт дебютував з альбомом «Смерть у серпні», що здебільшого складається з каверів на пісні проєкту «Death in June» із перекладом українською. Також в дебютному альбомі присутні кавер-версія пісні «Silence as Christine» гурту «Current 93» та оригінальні композиції «Янгол vs Бог» та «Заповіт» (текст останньої складається з першого рядку однойменного вірша за авторством Тараса Григоровича Шевченка).
Практично одразу за виходом «дебютника» відбувся реліз другого альбому «Апокаліцтва», який здебільшого складався вже з оригінального матеріалу, за винятком першої пісні «Каліка» (вона є кавер-версією пісні «He's Disabled» вищезгаданих «Death in June»). Альбом вийшов не менш потужним, але на відміну від дебютника — набагато електроннішим, як пояснював сам Чарський, у зв'язку з деякими технічними та матеріальними обставинами. Тексти пісень ще більше забарвилися відтінками чорного гумору, а сам альбом набув рис певної концептуальності.

## Дискографія

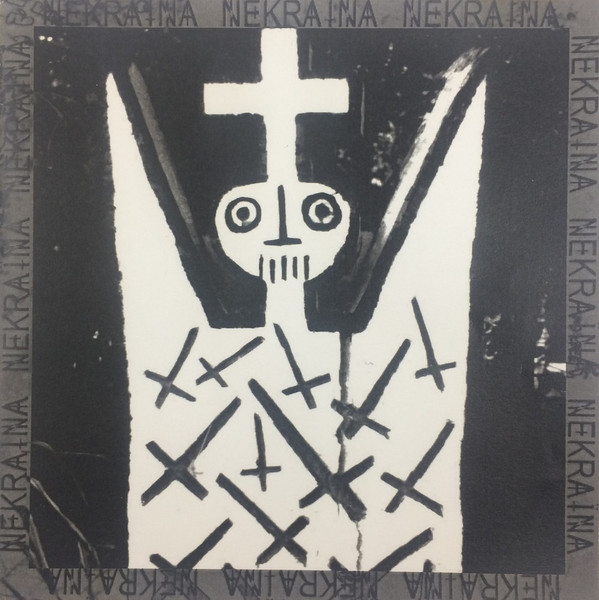
Обкладинка альбому «Смерть у серпні»
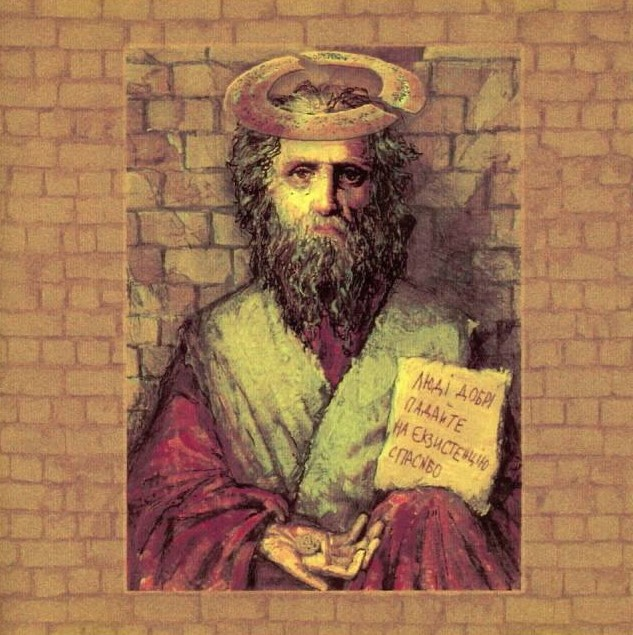
Обкладинка альбому «Апокаліцтва»
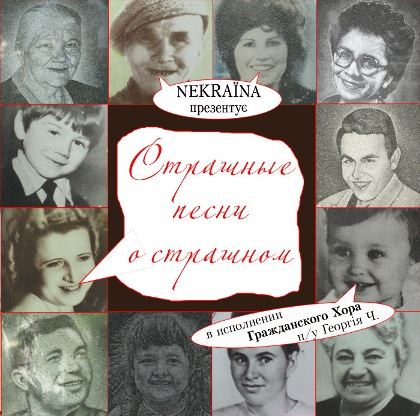
Обкладинка альбому «Страшные песни о страшном»
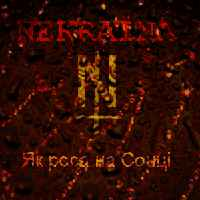
Обкладинка мініальбому «Як роса на Сонці»
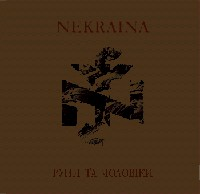
Обкладинка мініальбому «Руни та Чоловіки»
Обкладинка синглу «Горобці»

### Альбоми
- Смерть у серпні (2000)
- Апокаліцтва (2002)
- Страшные песни о страшном (2009)

### Мініальбоми
- Як роса на Сонці (1999)
- Руни та чоловіки (2000)

### Сингли
- Горобці (2008)

## Медіа
- Апокаліцтва [Архівовано 11 січня 2022 у Wayback Machine.]
- Випадковий протеже [Архівовано 11 січня 2022 у Wayback Machine.]
- Руни та чоловікиl [Архівовано 13 січня 2022 у Wayback Machine.]